# 쉐웨
쉐웨(중국어: 薛岳, 한어 병음: Xuē Yuè, 웨이드-자일스: Hsüeh Yüeh, 한자음: 설악; 1896년 12월 26일 – 1998년 5월 3일)는 중국 국민당의 장군으로 클레어 셔놀트에 의해 "아시아의 패튼"이라는 별명을 얻었다. 중국인들 사이에서도 그는 "무신"(戰神)이라 불렸다.

## 젊은 시절과 경력

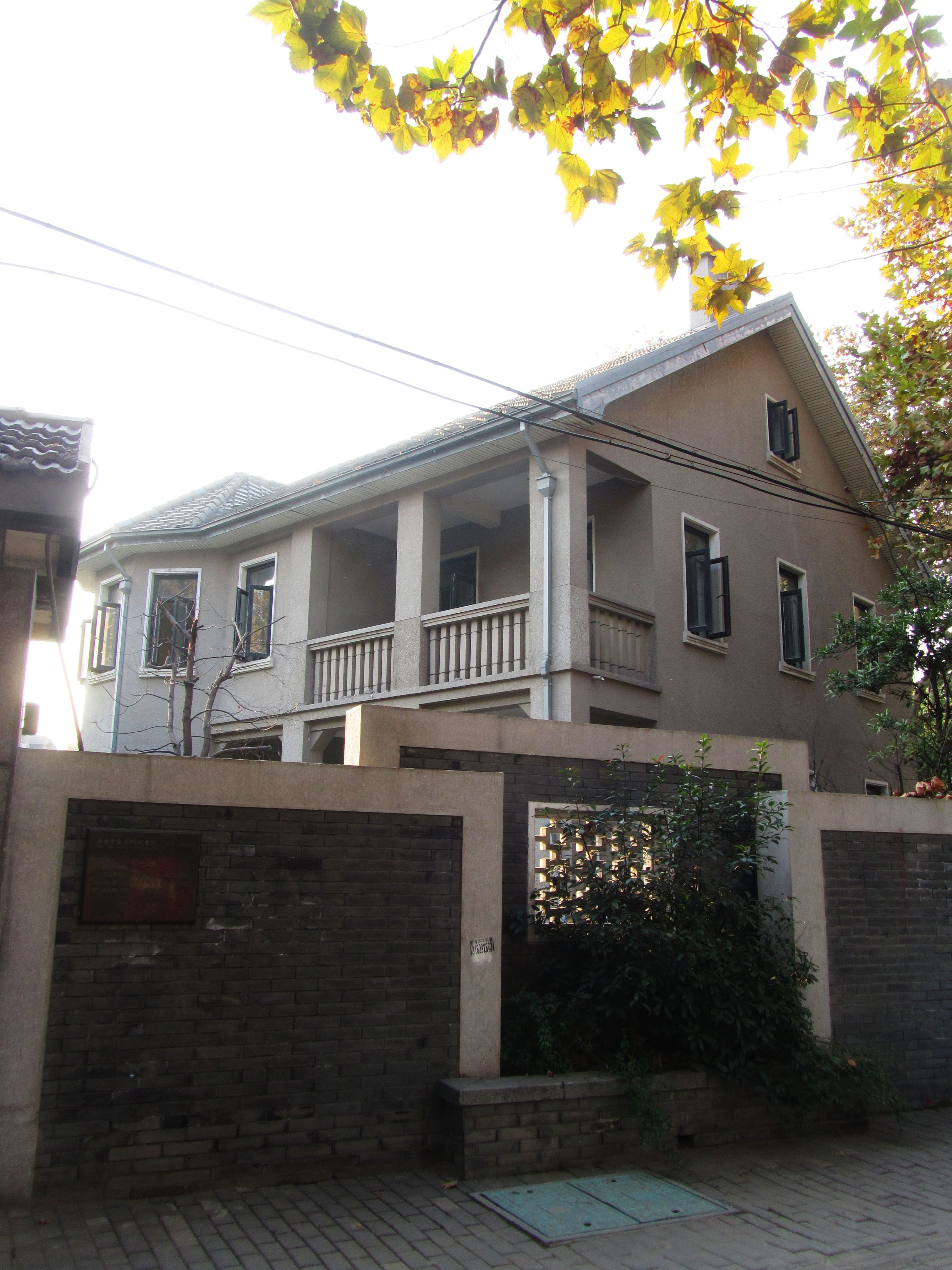
난징의 쉐웨 거주지.

하카의 소작농 집안에서 광둥성 사오관 시에서 태어난 쉐웨는 1914년 중화민국군에 가담했다. 장제스가 황푸 군관학교를 수립했을 때, 쉐웨는 첫 졸업반의 학생 중 1명이었다.
그는 북벌 당시 가장 뛰어난 국민당 지휘관들 중 1명이었고, 4·12 사건 이후 중화민국 제4군의 사령관이 되었다. 국공 내전 초기에 총통 장제스는 쉐 장군에게 장시 소비에트의 공산당을 공격하라고 지시했고, 이후 마오쩌둥이 이끄는 중국 공산당은 장정을 시작했다. 쉐웨의 군대는 쓰촨성과 구이저우성까지 공산군을 추격했고, 공산군은 늪지를 지나 산시성에 자리를 잡았다. 그는 이후 화중 지역에서 허룽과 예팅이 이끄는 공산군에게 패배했다.

## 중일 전쟁
시안 사건 이후 쉐웨의 충성심은 그가 장제스를 개인적으로 체포한 이후 공산당에게 그를 넘겨주었기 때문에 의심을 받았다. 그러나 장제스와 그가 화해를 했음에도 중일 전쟁 기간 내내 그와 국민당 군의 관계는 경색되었다. 쉐웨는 상하이 전투에서 제19군집단을 지휘했고, 이후 북부 및 동부 허난 전역에서 그는 동부 허난군을 지휘했다.
쉐웨는 우한 전투에도 참여해, 제1군단을 지휘했다. 북서 우한 지역의 산지에서 쉐웨는 일본 제국육군 제106사단을 궤멸시키는데 성공했다. 전투 동안 대부분의 일본군 장교들이 사살되어, 300명의 장교들이 강하를 통해 전투에 투입되었다. 쉐웨는 제1차, 제2차, 제3차 창사 전투에서 제9전선군을 이끌어 승리하는데 기여했다. 제9전선군은 창더 전투에서도 승리를 거두었으나 제4차 창사 전투에서 패배했다.
국민당 사령부나 조지프 스틸웰 장군은 쉐웨를 지지하거나 그의 병사들을 지원하지 않았다. 그 이유는 스틸웰이 국민당 내부에 부패가 있을 것이라고 믿었기 때문이다. 이와는 상관 없이, 클레어 셔놀트의 공군은 탄약 지원과 함께 쉐웨의 군대를 가능한 지원했다. 쉐웨의 제9전선군은 셔놀트 휘하의 비행장을 지킬 의무가 있었다. 이후 셔놀트와 쉐웨는 1958년 셔놀트가 사망할 때까지 절친한 친구로 지냈다.

## 국공 내전 이후
제2차 대전 이후, 장제스가 1949년 타이완으로 철수하자 쉐웨는 하이난섬을 방어하기 위해 그 지역으로 투입되지만 하이난섬 상륙 전역 이후 철수했다. 그는 타이완에서 참모총장의 고문관 역할을 맡았다. 그는 101세의 나이로 1998년 5월 3일 사망했다.